# Антуан, Винесса
Винесса Антуан (англ. Vinessa Antoine, род. 21 июля 1983) — канадская телевизионная актриса, наиболее известная благодаря своей роли Джудит Уинтерс в сериале «Быть Эрикой», где она снималась с 2009 по 2011 год.
Антуан родилась в Торонто и прежде чем стать актрисой изучала балет. В дополнение к роли в «Быть Эрикой», Антуан имела второстепенные роли в сериалах «Пища для души», «Хартленд» и «Хейвен». В 2014 году, Антуан присоединилась в регулярной роли Джордан Эшфорд к дневной мыльной опере ABC «Главный госпиталь».

## Телевидение
| Год                | Название на русском | Название на английском | Роль            | Примечания                           |
| ------------------ | ------------------- | ---------------------- | --------------- | ------------------------------------ |
| 1996               | История Энни "О     | Annie O                | Молодая фанатка | Телефильм                            |
| 2001-2002          | Пища для души       | Soul Food              | Моника          | 3 эпизода                            |
| 2007               | Отряд «Антитеррор»  | The Unit               | Дочь племени    | Эпизод: «The Outsiders»              |
| 2008               | Регенезис           | ReGenesis              | Джамила Томпсон | Эпизод: «Bloodless»                  |
| 2009-2011          | Быть Эрикой         | Being Erica            | Джудит Уинтерс  | Регулярная роль, 40 эпизодов         |
| 2011               | Хейвен              | Haven                  | Эви Райан       | 7 эпизодов                           |
| 2008, 2013—2014    | Хартленд            | Heartland              | Николь          | 8 эпизодов                           |
| 2014 — наст. время | Главный госпиталь   | General Hospital       | Джордан Эшфорд  | Регулярная роль с 14 марта 2014 года |